# Luca Rigoni
Luca Rigoni (Schio, 7 de diciembre de 1984) es un exfutbolista italiano que jugaba de centrocampista. Es el hermano mayor de Nicola Rigoni.

## Clubes
| Club                     | País   | Año       |
| ------------------------ | ------ | --------- |
| Vicenza Calcio           | Italia | 2002-2005 |
| Reggina                  | Italia | 2005-2006 |
| Piacenza Calcio (cedido) | Italia | 2006      |
| Vicenza Calcio           | Italia | 2006-2007 |
| A. C. ChievoVerona       | Italia | 2008-2014 |
| U. S. C. Palermo         | Italia | 2014-2015 |
| Genoa C. F. C.           | Italia | 2016-2018 |
| Parma Calcio 1913        | Italia | 2018-2019 |
| L. R. Vicenza Virtus     | Italia | 2019-2022 |